# 7 janvier 1969
Le mardi 7 janvier 1969 est le 7e jour de l'année 1969.

## Naissances
- Anne-Gabrielle Heilbronner, haute fonctionnaire française
- Camilla Siegertsz, actrice néerlandaise
- Christophe Clivaz, personnalité politique suisse (Verts/VS)
- Claudia Amengual, romancière et traductrice uruguayenne
- Digbeu Cravate, acteur ivoirien
- Gilles Le Blanc (mort le 20 janvier 2013), économiste français
- Keith Allan, acteur américain
- Maher Al Mueaqly, imam et prédicateur saoudien
- Marco Simone, footballeur et entraîneur italien
- Raimundo Tupper (mort le 20 juillet 1995), joueur de football chilien
- Rex Lee, acteur américain
- Ron Jones, hockeyeur sur glace américain
- Stéphane Prévot, copilote de rallye belge
- Walter Gartmann, homme politique suisse

## Décès
- Earl Duvall (né le 2 avril 1898), dessinateur américain
- Leonora Jackson McKim (née le 20 février 1878), violoniste américaine
- Nathalie Lissenko (née le 10 août 1884), actrice
- Susanne Cramer (née le 3 décembre 1936), actrice allemande
- Walter Botsch (né le 27 février 1897), militaire allemand (1897-1969)

## Événements
- Publication de Les Feux de l'enfer